# Sävars socken
Sävars socken i Västerbotten ingår sedan 1974 i Umeå kommun och motsvarar från 2016 Sävars distrikt.
Socknens areal är 785,99 kvadratkilometer, varav 766,06 land. År 2000 fanns här 6 128 invånare. Tätorterna Täfteå, Botsmark och Bullmark samt tätorten och kyrkbyn Sävar med sockenkyrkan Sävars kyrka ligger i socknen.

## Administrativ historik
Sävars församling utbröts 1823 ur Umeå landsförsamling.  
Vid kommunreformen 1862 överfördes ansvaret för de kyrkliga frågorna till Sävars församling och för de borgerliga frågorna till Sävars landskommun. Ur landskommunen utbröts 1925 Holmöns landskommun. Landskommunen uppgick 1974 i Umeå kommun. Församlingen uppgick 2007 i Sävar-Holmöns församling.
1 januari 2016 inrättades distriktet Sävar, med samma omfattning som församlingen hade 1999/2000.
Socknen har tillhört fögderier, tingslag och domsagor enligt vad som beskrivs i artikeln Västerbotten. De indelta soldaterna tillhörde Västerbottens regemente.

## Geografi
Sävars socken ligger kring Sävarån och Täfteån öster och norr om Umeå. Socknen är utanför ådalarna en flack och myrrik skogsmark något mer kuperad i norr innanför kustområdet.

### Byar
- Bodbyn
- Botsmark
- Bullmark
- Furunäs
- Gravmark
- Gunnismark
- Hemmesmark
- Lillåkälen
- Tomterna
- Tväråmark
- Tålsmark
- Täfteböle
- Täfteå

## Fornlämningar
Från stenåldern är cirka 15 boplatser funna. 20 gravrösen är funna vid bronsålderns kustlinje. Tomtningar och labyrinter har påträffats i skärgården.

## Namnet
Namnet (1539 Szeuara) kommer från kyrkbyn. Förleden kan vara sä(r), 'sjö' syftande på havet. Efterleden kan vara vara, 'höglänt markområde; stenig skogsbacke; grusmark'.

## Befolkningsutveckling
| Befolkningsutvecklingen i Sävars socken 1830–1990                                                        | Befolkningsutvecklingen i Sävars socken 1830–1990 | Befolkningsutvecklingen i Sävars socken 1830–1990 | Befolkningsutvecklingen i Sävars socken 1830–1990 | Befolkningsutvecklingen i Sävars socken 1830–1990 |
| --- | ------------------------------------------------- | ------------------------------------------------- | ------------------------------------------------- | ------------------------------------------------- |
| |                                                   |                                                   |                                                   |                                                   |
| År |                                                   |                                                   | Folkmängd                                         |                                                   |
| 1830 | 1830                                              |                                                   | 1 133                                             |                                                   |
| 1840 | 1840                                              |                                                   | 1 828                                             |                                                   |
| 1850 | 1850                                              |                                                   | 2 263                                             |                                                   |
| 1860 | 1860                                              |                                                   | 2 601                                             |                                                   |
| 1870 | 1870                                              |                                                   | 2 889                                             |                                                   |
| 1880 | 1880                                              |                                                   | 3 199                                             |                                                   |
| 1890 | 1890                                              |                                                   | 3 412                                             |                                                   |
| 1900 | 1900                                              |                                                   | 3 276                                             |                                                   |
| 1910 | 1910                                              |                                                   | 3 354                                             |                                                   |
| 1920 | 1920                                              |                                                   | 3 491                                             |                                                   |
| 1930 | 1930                                              |                                                   | 3 425                                             |                                                   |
| 1940 | 1940                                              |                                                   | 3 600                                             |                                                   |
| 1950 | 1950                                              |                                                   | 3 529                                             |                                                   |
| 1960 | 1960                                              |                                                   | 3 342                                             |                                                   |
| 1970 | 1970                                              |                                                   | 3 802                                             |                                                   |
| 1980 | 1980                                              |                                                   | 4 876                                             |                                                   |
| 1990 | 1990                                              |                                                   | 5 756                                             |                                                   |
| Anm: Källor: Umeå universitet - Tabellverket 1749-1859, Demografiska databasen, CEDAR, Umeå universitet. |                                                   |                                                   |                                                   |                                                   |